# Ptaszyna
Ptaszyna (węg. Pacsirta) – powieść wydana w 1924 roku, węgierskiego pisarza Dezső Kosztolányi. Historia toksycznych relacji rodzinnych, które na zewnątrz wyglądają na wzorowe, a rozpacz i pustka, kryjąca się pod codziennością autor przedstawia z subtelną ironią i poczuciem humoru.

## Fabuła
Akcja powieści zaczyna się na początku września 1899 roku w prowincjonalnym miasteczku Sarszeg na Węgrzech. Emerytowany urzędnik Akacjusz Vajkay i jego żona Antonina wyprawiają swoją jedyną córkę do wujostwa na wieś. Ptaszyna, jak ją nazywają, jest 35-letnią starą panną, brzydką i pozbawioną wdzięku. Jej przezwisko wzięło się stąd, że w dzieciństwie lubiła śpiewać, ale po latach brzmi ono niezwykle przewrotnie, bowiem – odwrotnie niż u Andersena – z łabądka przekształciła się w brzydką kaczkę. Vajkayowie żyją skromnie na skraju miasta. Rodzice są skupieni wyłącznie na córce, która nie ma szans na znalezienie jakiegokolwiek narzeczonego. W domu jest to temat tabu. Jedyną córkę traktują z czułością, niczym małe dziecko, pilnie strzegąc jej spokoju przed małomiasteczkowym zgiełkiem. Parterowy domek, w którym mieszkają we troje, staje się wyspą odciętą od reszty świata. Jest to miejsce bez przyszłości, ale za to ciche i bezpieczne. Ptaszyna szydełkuje, jej matka krząta się po domu, ojciec studiuje stare herbarze, śledząc z dumą szlachecką genealogię rodu Vajkayów.
Chociaż wyjeżdża tylko na tydzień, państwo Vajkayowie bardzo przeżywają rozstanie. Smutek rodziców jednak szybko znika, wraz z nagłą zmianą trybu życia. Zaczynając jadać w restauracji, gdzie od dawna nie byli, ponieważ Ptaszynie nie służą zbyt wymyślne potrawy. Wybierają się do teatru, czego od dawna nie robili, ponieważ Ptaszyna nie lubi teatru. Antonina często grywa na pianinie, czego nie robiła, odkąd okazało się, że Ptaszyna nie ma talentu muzycznego. Najważniejszą jednak zmianą jest to, że Vajkayowie zaczną spotykać się z ludźmi. Akacjusz był kiedyś członkiem miejscowego klubu i świetnym graczem w karty, a Antonina miała przyjaciółki, z którymi plotkowała przy kawie. Chwilę przed wyjściem po córkę na dworzec nerwowo sprzątają dom. Antonina chowa nową torebkę, Akacjusz w ostatniej chwili wyrzuca do kominka bilet z teatru. Kiedy dowiadują się o parogodzinnym opóźnieniu pociągu, pierwszą ich myślą jest: katastrofa kolejowa! Czy myśli tej towarzyszy strach, czy podświadoma nadzieja, można tylko zgadywać.
Ptaszyna to powieść zabawna i gorzka o toksycznych relacjach rodzinnych na tle dobrze ukazanego portretu prowincji z końca XIX wieku. Kosztolányi z niebywałą lekkością opowiada smutną historię. Jej satyryczny wydźwięk stłumiony zostaje przez czułość i poetycką frazę, z którymi Węgier przygląda się swoim bohaterom. Pierwszy przekład powieści ukazał się w Polsce w 1962 roku, nowe wydanie z 2011 roku uzupełnione zostało przedmową Pétera Esterházyego.